# Fußball-Club Mecklenburg Schwerin
Il Fußball-Club Mecklenburg Schwerin è una società di calcio di Schwerin, città del Meclemburgo-Pomerania Anteriore, in Germania, fino al 1990 Germania Est. Gioca nella Verbandsliga Mecklenburg-Vorpommern, campionato regionale posto al sesto livello del sistema calcistico tedesco.
Il club, dal 1º luglio 1997, rappresenta l'unione di due storiche squadre della città, le quali hanno cambiato spesso denominazione, l'una di proprietà della società Schweriner Kabelwerks, che ha militato nella fine anni quaranta nella massima serie della Germania Est, la DDR-Oberliga, l'altra rappresentante la polizia cittadina, con trascorsi anche in seconda divisione nella Germania Est, che con il nome PSV Schwerin vanta soprattutto una partecipazione alla Coppa delle Coppe, in seguito alla finale della Coppa della Germania Est 1989-1990, persa 2-1, disputata contro la Dinamo Dresda, nella stessa stagione anche campione nazionale.

## Cronistoria dei club

### FC Mecklenburg Schwerin
| Anni      | Denominazione                | Note                              |
| --------- | ---------------------------- | --------------------------------- |
| 1947-1949 | SG Schwerin                  |                                   |
| 1949-1950 | BSG Vorwärts Schwerin        | Disputa il torneo di DDR-Oberliga |
| 1950-1956 | BSG Einheit Schwerin         |                                   |
| 1957-1964 | SC Traktor Schwerin          |                                   |
| 1964-1988 | BSG Motor Schwerin           |                                   |
| 1988-1990 | BSG Motor Kabelwerk Schwerin |                                   |
| 1990-1991 | SV Schweriner Kabelwerk      |                                   |
| 1991-1996 | Schweriner SC                |                                   |
| 1996-2013 | FC Eintracht Schwerin        |                                   |
| 2013-     | FC Mecklenburg Schwerin      |                                   |

### 1. FSV Schwerin
| Anni       | Denominazione                      | Note                                               |
| ---------- | ---------------------------------- | -------------------------------------------------- |
| 1948-1952  | SG Deutsche Volkspolizei Schwerin  |                                                    |
| 1952-1990  | SG Dynamo Schwerin                 | Finalista della Coppa della Germania Est 1989-1990 |
| 1990-1991  | Polizei SV Schwerin (PSV Schwerin) | Partecipazione alla Coppa delle Coppe 1990-1991    |
| 1991-1997  | FSV Schwerin                       |                                                    |
| 01/07/1997 |                                    | Annessione all'FC Eintracht Schwerin               |

## Partecipazioni europee

### Coppa delle Coppe 1990-1991
| Turno      | Squadra      | Nazione            | Avversario     | Andata | Ritorno | Totale |
| ---------- | ------------ | ------------------ | -------------- | ------ | ------- | ------ |
| Sedicesimi | PSV Schwerin | Austria (bandiera) | Austria Vienna | 0-0    | 0-2     | 0-2    |

In grassetto le gare casalinghe.

## Palmarès

### Altri piazzamenti
- Coppa della Germania Est:

Finalista: 1989-1990